# Messier 54
Messier 54 (auch als NGC 6715 bezeichnet) ist ein 8,4 mag heller Kugelsternhaufen mit einer Flächenausdehnung von 9,1' im Sternbild Schütze, südlich des Sterns Sigma Sagittarii. M 54 ist in Mitteleuropa wegen seiner südlichen Position nicht leicht zu beobachten.
Der Kugelsternhaufen hat besondere Beachtung gewonnen, seit bekannt ist, dass er nicht zum Kugelsternhaufensystem der Milchstraße gehört, sondern mit der Sagittarius-Zwerggalaxie assoziiert ist. Da diese Galaxie, die nach der Canis-Major-Zwerggalaxie der nächste Nachbar unserer Milchstraße ist, erst 1993 entdeckt wurde, galt Messier 54 bis dahin als Kugelsternhaufen der Milchstraße. Zusammen mit Messier 79, der mit der Canis-Major-Zwerggalaxie assoziiert ist, ist er daher der am längsten bekannte außergalaktische Kugelsternhaufen.